# Hyrrokkin
Hyrrokkin ist eine Riesin mit enormen Kräften aus der nordischen Mythologie. Als Reittier dient ihr ein Wolf, vergleichbar mit der Riesin Hyndla. In der Gylfaginning wird beschrieben, wie sie das Schiff Hringhorni mit dem Leichnam Balders ins Wasser stößt.